# تپه‌لی باغ
تَپه‌لی باغ، یکی از محلات قدیمی تبریز است که در مجاورت محله خیابان این شهر واقع شده است.

## وجه تسمیه
در گذشته، بیشتر بخش تبریز را باغات و مزارع تشکیل می‌دادند که یکی از این باغ‌ها در محل کنونی محله تپه‌لی باغ واقع شده بود. مالک این باغ که از ثروتمندان شهر بود، برای آبیاری باغش استخری می‌سازد که خاک حاصل از خاکبرداری این استخر را روی هم در کنار دیوار باغ انباشته می‌کند که به شکل تپه بلند در می‌آید که نظیر آن در هیچ‌کدام از باغات و محلات تبریز وجود نداشت. به سبب وجود این تپه، این باغ را «تپه‌لی باغ» (باغ تپه‌دار) می‌نامند.